# Abbaye de Wilton
L'abbaye de Wilton est un couvent bénédictin situé à Wilton, dans le Wiltshire, non loin de la ville de Salisbury. Fondé à l'époque anglo-saxonne, il disparaît en 1539, dans le cadre de la Dissolution des monastères. L'abbaye laisse alors place au manoir de Wilton House.

## Histoire
D'après le Chronicon Wilodunense, chronique produite à l'abbaye au XVe siècle, l'établissement aurait été fondé en 830 par le roi du Wessex Ecgberht à la demande de sa sœur Elburga, avant d'être réorganisé et développé par Alfred le Grand à la fin du IXe siècle. Quoique plausible, cette tradition n'est pas confirmée par d'autres sources et semble sujette à caution. Deux des filles d'Édouard l'Ancien, Eadflæd et Æthelhild, y prennent le voile, et elles y sont inhumées aux côtés de leur mère Ælfflæd d'après Guillaume de Malmesbury.
Durant la seconde moitié du Xe siècle, Wilton est dirigée par l'abbesse Wulfthryth. Sa fille Eadgyth, issue de son union avec le roi Edgar, fait également partie des religieuses de Wilton jusqu'à sa mort, survenue entre 984 et 987. Par la suite, elle est considérée comme sainte, et son culte est promu par plusieurs rois d'Angleterre, dont Æthelred le Malavisé et Knut le Grand.
La dernière abbesse de Wilton, Cecily Bodenham (en), abdique de son plein gré le 25 mars 1539 devant les envoyés du roi Henri VIII. Au début de l'année 1544, le roi offre le domaine de Wilton au comte de Pembroke William Herbert, qui commence à y faire construire le manoir de Wilton House.